# デリゾール軍事評議会
デリゾール軍事評議会は、デリゾール県を拠点とするシリア民主軍（SDF）のアラブ系民兵組織である。

## 歴史

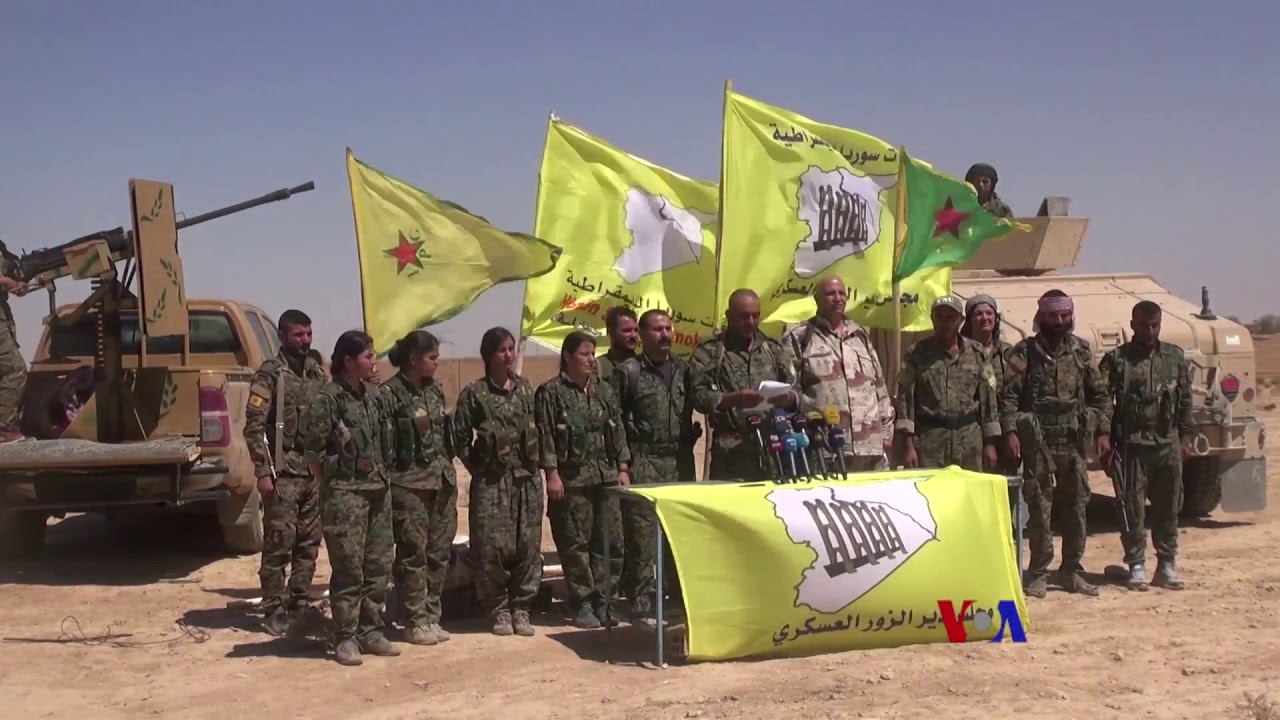
デリゾール攻勢(2017年9月-11月)の開始を発表するデリゾール軍事評議会と同盟組織。

2016年12月8日、ハサカで開催されたシリア民主軍の会議において、デリゾール軍事評議会が創設された。メンバーは、2014年にイスラム国によって同市から追放された、かつての同名の反政府武装評議会の残党で構成され、2016年11月にSDFに合流した。しかし、反体制派の組織「デリゾール24」は、アブ・カウラとして知られる軍事評議会の司令官が自由シリア軍(FSA)グループの司令官であったことを否定した。 
デリゾール軍事評議会は、2016年から2019年にかけて、ラッカの戦い(2016-2017)とデリゾールの戦い(2017-2019)に参加し、これらの州からISILを追放した。軍事評議会の人数は、デリゾール作戦開始前の2017年8月25日にシリアの明日運動(エリート部隊)から800人の戦闘員が離反したことで増加した。この戦闘員は、ラッカ東部とハサカ南部の田舎に駐屯していたアル・バガラとアル・シャイタットの部族戦闘員7部隊からなり、 彼らはエリート軍の腐敗を非難した。
軍事評議会の司令官の一人であるハリド・アワドは、ラッカ作戦中の2月22日に戦死した。
精鋭部隊から離反した部隊のひとつ、「アル＝バガラ青年の集い」を率いるヤセル・アル＝ダフラは、2017年9月28日、SDF憲兵に逮捕され、SDFのデリゾール攻勢(2017年9月-11月)に積極的に参加していないこと、「規律 (軍事)の欠如」を告発された。同部隊は容疑を否認し、軍事評議会がユーフラテスの盾作戦からSDFに亡命した戦闘員が「集い」に参加するのを妨げていると非難した。ダーラは、デリゾール攻勢へのグループの参加を中止すると脅したと伝えられている。 その後しばらくして釈放された彼は、他のSDF指揮官との間に争いがあったことを認めながら、政府軍に亡命したという報道を否定した。
デリゾール軍事評議会は、デリゾール作戦中のハシャムの戦いで政府軍と衝突した。
バキール旅団のようなデリゾールの親政府・イラン支援勢力によって、この地域のSDF領土を攻撃するという脅迫がなされた後、デリゾールのSDF領土で1週間にわたる抗議行動が発生し、シリア政府軍とイラン支援勢力のカシャムからの撤退を求めた。この抗議に対して、同評議会の現地司令官は、デリゾール軍事評議会を代表して部族の集まりに声明を発表し、もし親政府軍や同盟軍が攻撃してきた場合には戦うと述べた。SDFも抗議行動の組織への関与を否定したが、彼らに対する行動はとらなかった。

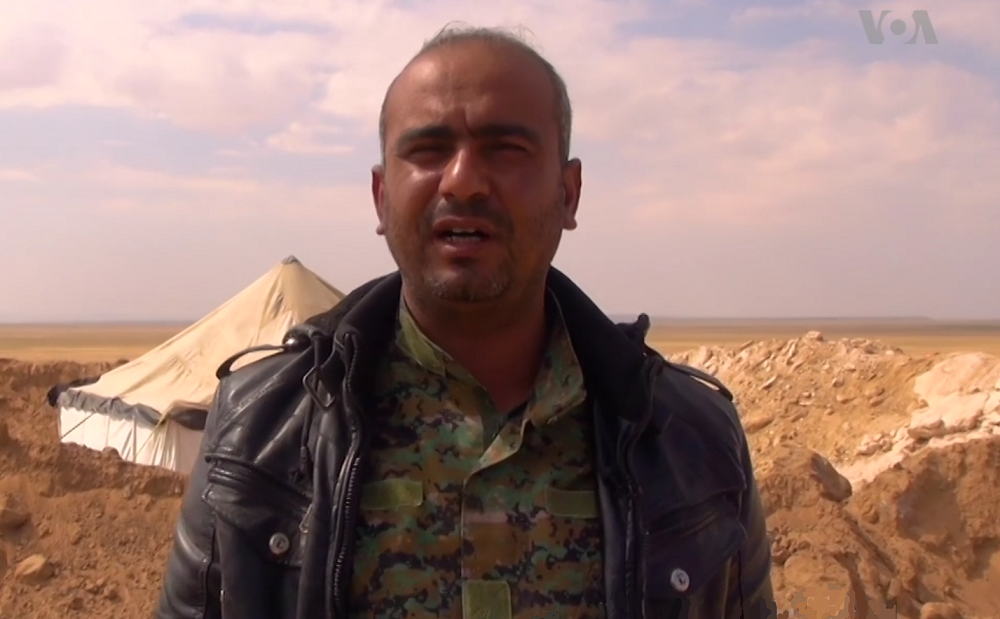
アフマド・アブ・カウラとしても知られるラシッド・アブ・カウラは、2023年にSDFに逮捕されるまで、デリゾール軍事評議会の総司令官を務めていた。

2019年10月29日、CJTF-OIR連合軍は、シリア陸軍がデリゾールのSDF領土を砲撃したことに対抗して、デリゾールのシリア軍陣地を砲撃したとされ、連合軍の砲撃に続いて、この地域でシリア陸軍とSDFの衝突も報告され、シリア軍の戦車が破壊された。
2023年8月、SDFとデリエゾール軍事評議会との間で衝突が発生し、8月29日のSDF撤退と同時に軍事評議会内の地元部族がユーフラテス川沿いの6つの村の支配を宣言した。
2023年8月、デリゾール軍事評議会は、軍事評議会の司令官アブ・カウラが汚職と不法行為を告発したSDFによって逮捕された後、デリゾール衝突(2023)を開始し、9月まで続いた。 アブ・カウラの後任には、アブ・レイス・ハシャームとしても知られるトゥルキー・アル＝ダーリが就任した。
軍事評議会の組織と指導部は2024年10月に再編され、アブ・アリ・フルラドとしても知られるアイド・アル＝トゥル キ・アル＝カハビルが新司令官として就任した。
2024年11月下旬に開始された2024年シリア反政府勢力の攻勢において、デリゾール軍事評議会は、ユーフラテス川の東に残る政府領の入植地を占領しようと、シリア軍とイラン民兵に対してデリゾール攻撃(2024)を開始した。12月6日のダマスカス方面への親政府軍の撤退後、SDFはデリゾール市とアブ・カマル市、イラクとの国境交差点の支配を拡大した。
アサド政権の崩壊後、デリゾールでは、シリア暫定政府による同市の占領を求める反SDFデモが発生した。デリゾール軍事評議会の下で活動するハジン、アル・カスラ、アル・ブサイラ軍事評議会とコニコ旅団の指導者たちは、その後、シリア暫定政府とシャーム解放機構率いる軍事作戦司令部への離反を表明した。 それ以来、SDFはユーフラテス川西側の街の一部をシリア政府軍に奪われている。